# عمر غارسيا
عمر غارسيا (بالإسبانية: Omar García) (7 سبتمبر 1983 بلوغرونيو في إسبانيا - ) هو لاعب كرة قدم إسباني في مركز الهجوم. لعب مع لوغرونيس ونادي روذرهام يونايتد ونادي غانديا ‏ وCD Alfaro ‏ وZamudio SD ‏ ونادي لوجرونيس.

## وصلات خارجية
- عمر غارسيا على موقع Soccerbase.com (لاعب) (الإنجليزية)